# Скафизъм
Скафизмът, също така познат като лодките, е бил древен персийски метод за екзекуция, причиняващ особено мъчителна смърт. Методът е описан от гърците, които са били основните врагове на персийците. Името идва от гръцкото σκάφη /skáphe/ което означава „издълбан, изкопан“.
Осъденият на смърт чрез скафизъм бива съблечен чисто гол и затворен в празното пространство на две здраво пристегнати една към друга тесни лодки или издълбани дървесни дънера, като главата, ръцете и краката му остават да стърчат навън. След това бива принуден да поглъща огромни количества мед и мляко докато не развие остро разстройство. Допълнително бива обливан с мед (или мед и мляко) с цел привличане на насекоми, като специално внимание се отделя на очите, ушите, устата, лицето, гениталиите и ануса. Така овързан и натъпкан бива оставен в някое заблатено езеро или на слънце.
С времето празното пространство между лодките респ. дънерите започва да се изпълва с фекалиите на осъдения на смърт. Те привличат още повече насекоми, които почват да ядат от незащитената плът и да живеят в нея. Вкопаването им води до прекъсване на кръвоснабдяването, с което плътта почва да гангренясва. Допълнително захранване на смъртника с мед и мляко следва всеки ден, тъй щото да се удължи дължината на мъчението. Когато смъртта милостиво настъпи, тя най-често е от комбинация от обезводняване, глад или септичен шок. Не е изключено да се стигне и до делириум, обикновено след няколко дена. 
В други исторически извори смъртта настъпва не чрез изяждане от насекоми, а вследствие на ухапванията на пчели и оси, привлечени от меда.

## Исторически извори
Ужасяващата жестокост на персийските наказания надминава лошотията на всички други варвари, защото те използват мъчения, които са особено страшни, но същевременно и продължителни, като например „лодките“ или обшиването на човек с необработени животински кожи. Но какво са „лодките“ трябва да разясня за по-неинформираните читатели. Две лодки се пристягат и се оставят дупки само за главата, ръцете и краката. В тези лодки се слага по гръб този, който ще трябва да бъде умъртвен, и лодките се заковават. След това, сироп от мляко и мед се излива в устата на злощастника, додето му се догади, а лицето, ръцете и краката се намазват със същия сироп и се оставят на слънце. Това се повтаря всеки ден, а мухи, пчели и оси, привлечени от сладкото, кацат стърчащите от лодките му крайници и почват да го страшно хапят и жилят. Стомахът му, препълнен с мед и мляко, почва да произвежда само течни екскременти. Тази течна гнилоч изобилства от червеи – стомашни и всякакви. И тъй клетникът лежи в лодките, собствената му плът загнива, изяждана от червеи, докато накрая умре в бавна и ужасна смърт.
—Йоан Зонара, Анали

Кралят повели войникът Митридат да бъде умъртвен в лодките; тази екзекуция става по следния начин: взимат се две лодки, дето идеално пасват една към друга. В едната полагат по гръб престъпника, осъден да страда, а с другата го покриват, тъй щото остават да стърчат само главата, ръцете и краката му. След туй му дават изобилно храна, а ако не иска да яде, то бъркат му в очите. След това му дават да пие изобилно мляко и мед, сипвайки не само в устата му, но и навсякъде по лицето. Обръщат лицето му към слънцето и така ден след ден, докато повече не може да му се види лицето от накацалите мухи. И когато в лодките той почне да прави това, което всички яли и пили трябва да правят, пълзящи неща и паплач изскачат от гнилостта и разложението на неговите екскременти и навлизайки в неговите вътрешности, почват да го ядат. Когато човекът бъде обявен за мъртъв, най-горната лодка се повдига и намират плътта му изядена, рояци от отвратителни гадини лазещи, а и растящи във вътрешностите му. Страдайки тъй цели 17 дена, Митридат най-накрая се пресели в отвъдното.
—Плутарх, Животът на Артаксеркс

## Сходни практики
- В Шекспировата „Зимна приказка“, престъпникът Автолик казва на овчаря и синът му, че защото Пердита се е влюбила в принца, баща ѝ ще бъде убит с камъни, а брат ѝ ще бъде наказан както следва: „Овчарят има син, чиято кожа ще бъде свалена докато е жив; след това намазан с мед и сложен отгоре на гнездото на оси; там ще стои додето е драм и три четвърти мъртъв, след което ще бъде съживен със спирт или друго вливане; след туй, така обработен; на най-горещия ден ще бъде сложен на тухлена стена, където баща му ще го гледа изяден до смърт от мухи“.
- В произведението Древният Алан на Х. Райдър Хагард главният герой Алън Куотърмейн има видение за един от предишните си животи, в който е ловец в Древен Египет на име Шабака. Там той е осъден на смърт „чрез лодка“, задето е сключил ловен облог. Когато Шабака пита какво го очаква, един от евнусите му рисува следната живописна картина: „Следното, о египетски убиецо на лъвове. Ще бъдеш положен в легло в малка лодка на реката, а отгоре ѝ ще бъде сложена друга лодка, прилягаща плътно, така, че да от единия край ще стърчат главата и ръцете ти, а от другия – краката ти. Там ще бъдеш оставен да лежиш, като бебе в люлка, а два пъти дневно ще ти бъде донасяна най-хубавата храна и пиене. Ако апетитът ти изневери, мой дълг ще е да го възбуждам отново бъркайки ти с кама в очите докато се завърне. Също така след всяко ядене ще измивам главата ти, ръцете ти и краката ти с мед и мляко, за да не остане гладна дори една от рояците мухи, които ги покриват, а също така да предпазя кожата ти от слънчево изгаряне. Отслабвайки всеки ден повече и повече най-накрая ще заспиш. Последният, който беше на лодката – един несретник, влязъл, макар и погрешка, в харема и видял някои от жените разбулени – живя едва дванадесет дена, но ти си силен и се надявам да изкараш поне осемнадесет."[5]
- КГБ са използвали сходна, но не смъртоносна, техника за извличане на признания. Голият затворник се слага в тесен, дървен ковчег, в който има стотици или дори хиляди дървеници, понасяйки страшни болки от ухапванията на насекомите.[6]